# Jerebikovec
Jerebíkovec je 1593 m visoka gora v Julijskih Alpah, ki je obenem najvišji vrh planote Mežakle. Na vrhu stoji skromen bivak. Vrh je dostopen po makadamski cesti, ki poteka čez celotno Mežaklo in se konča 15 minut hoje pod vrhom, nanj pa pelje tudi označena planinska pot, ki se prične na cesti, ki vodi iz Mojstrane prek Kosmačevega prevala proti Radovni.
Jerebikovec slovi kot izjemno razgledišče.